# 일리야 포노마료프
일리야 블라디미로비치 포노마료프(러시아어: Илья́ Влади́мирович Пономарёв, 1975년 8월 6일 ~ )는 러시아의 정치인이다.
그는 러시아-우크라이나 전쟁 당시 러시아의 크림반도 합병에 반대표를 던진 유일한 국가두마 의원이었다. 2016년부터 포노마료프는 우크라이나 키이우에 거주하고 있다.